# Chris Perry (giocatore di football americano)
Raymond Christopher Perry (Advance, 27 dicembre 1981) è un ex giocatore di football americano statunitense che ha militato nel ruolo di running back nella National Football League (NFL).

## Carriera

### Cincinnati Bengals
Dopo una carriera da All-American all'Università del Michigan, Perry fu scelto dai Cincinnati Bengals nel corso del primo giro (26º assoluto) del Draft NFL 2004. Debuttò nella NFL contro i Pittsburgh Steelers il 3 ottobre ma nella sua stagione da rookie disputò solamente altre due partite a causa degli infortuni.
Giocò maggiormente nel 2005, fungendo da riserva del running back Pro Bowler Rudi Johnson. La sua annata si chiuse con 279 yard corse e 51 ricezioni per 328 yard e 2 touchdown. Quelle 51 ricezioni furono il massimo per un running back dei Bengals dalle 54 di James Brooks nel 1986.
Nell'11º turno della stagione 2006 Perry si fratturò una gamba, chiudendo la sua annata.  Il 27 agosto 2008 Bengals i Bengals svincolarono Rudi Johnson solidificando il ruolo di Perry come titolare per la stagione a venire. Non riuscì però a imporsi e il 27 aprile 2009 fu svincolato, chiudendo la carriera.